# داريل مونتاغيو
داريل مونتاغيو (بالإنجليزية: Darrell Montague)‏ هو فنان قتال مختلط أمريكي، ولد في 3 نوفمبر 1987 في تشينو في الولايات المتحدة.

## وصلات خارجية
- داريل مونتاغيو على موقع يو إف سي (الإنجليزية)
- داريل مونتاغيو على موقع شيردوغ (الإنجليزية)
- داريل مونتاغيو على موقع IMDb (الإنجليزية)